# Денщиков Андрій Анатолійович
Андрі́й Анато́лійович Денщико́в (8 березня 1985 — 29 серпня 2014) — солдат 93-ї окремої механізованої бригади Збройних сил України, учасник російсько-української війни.

## Короткий життєпис
Народився 1985 року в місті Запоріжжя. Проживав у місті Запоріжжя, Шевченківський район.
Призваний за мобілізацією 14 квітня 2014 року, солдат, номер обслуги-радіотелефоніст зенітно-ракетного взводу, 93-тя окрема механізована бригада.
Загинув під час виходу з оточення під Іловайськом на дорозі поміж селами Кутейникове та Осикове (Старобешівський район). Перебував біля зенітної установки у кузові ЗІЛ-131, був вбитий снайпером. Коли машину було підбито, бійці пересіли до іншої. Тіла вбитих Андрія Денщикова та Сергія Калініна залишилися в кузові, 31 серпня були підірвані терористами разом з машиною.
3 вересня 2014-го останки Андрія Денщикова з тілами 96 інших загиблих у Іловайському котлі привезені до дніпропетровського моргу. 16 жовтня 2014-го тимчасово похований.
Упізнаний за експертизою ДНК серед похованих під Дніпропетровськом невідомих Героїв. 29 серпня 2015-го перепохований на Леваневському кладовищі Запоріжжя.
Без Андрія лишились мама та сестра.

## Нагороди та вшанування
За особисту мужність і героїзм, виявлені у захисті державного суверенітету та територіальної цілісності України, вірність військовій присязі під час російсько-української війни, відзначений — нагороджений
- 16 січня 2016 року — орденом «За мужність» III ступеня (посмертно)[1]
- Його портрет розміщений на меморіалі «Стіна пам'яті полеглих за Україну» у Києві: секція 3, ряд 6, місце 27
- Вшановується 29 серпня на щоденному ранковому церемоніалі вшанування українських захисників, які загинули цього дня у різні роки внаслідок російської збройної агресії[2]
- Іловайський Хрест (посмертно)
- Орден «За заслуги перед Запорізьким краєм» ІІІ ступеня (посмертно)